# Algutstorps socken
Algutstorps socken i Västergötland ingick i Kullings härad, ingår sedan 1971 i Vårgårda kommun och motsvarar från 2016 Algutstorps distrikt.
Socknens areal är 21,33 kvadratkilometer varav 20,73 land. År 2000 fanns här 827 invånare.  Övningsfältet Tångahed, en del av tätorten Vårgårda samt kyrkbyn Algutstorp med sockenkyrkan Algutstorps kyrka ligger i socknen.

## Administrativ historik
Socknen har medeltida ursprung. 
Vid kommunreformen 1862 övergick socknens ansvar för de kyrkliga frågorna till Algutstorps församling och för de borgerliga frågorna bildades Algutstorps landskommun. Landskommunen inkorporerades 1952 i Vårgårda landskommun som 1971 ombildades till Vårgårda kommun. Församlingen utökades 2002.
1 januari 2016 inrättades distriktet Algutstorp, med samma omfattning som församlingen hade 1999/2000.  
Socknen har tillhört län, fögderier, tingslag och domsagor enligt vad som beskrivs i artikeln Kullings härad. De indelta soldaterna tillhörde Västgöta-Dals regemente, Kullings kompani.

## Geografi och natur
Algutstorps socken ligger nordost om Alingsås med Säveån i väster. Socknen har odlingsbygd mellan hedar och tidigare svältor.
Tånga heds naturreservat ingår i EU-nätverket Natura 2000. Största insjö är Kvinnestadsjön som delas med Kvinnestads socken.

## Fornlämningar
Lösfynd och en hällkista från stenåldern är funna. Från bronsåldern finns gravrösen och skålgropsförekomster. Från järnåldern finns gravar och stensättningar.

## Befolkningsutveckling
Befolkningen ökade från 310 1810 till 629 1880 varefter den minskade till 386 1920. De närmaste decennierna växlade folkmängden för att efter 1940 börja öka till 932 1980. Sedan minskade folkmängden något till 837 1990.

## Namnet
Namnet skrevs 1382 Asgotzthorpe och kommer från kyrkbyn. Efterleden är torp, 'nybygge'. Förleden är mansnamnet Asgot.
Före 22 oktober 1927 skrevs namnet Allgutstorps socken.